# Saldinia axillaris
Saldinia axillaris är en måreväxtart som först beskrevs av Jean-Baptiste de Lamarck och Jean Louis Marie Poiret, och fick sitt nu gällande namn av Cornelis Eliza Bertus Bremekamp. Saldinia axillaris ingår i släktet Saldinia och familjen måreväxter. Inga underarter finns listade i Catalogue of Life.